# Lee Cooper
Lee Cooper – brytyjskie przedsiębiorstwo odzieżowe.

## Charakterystyka

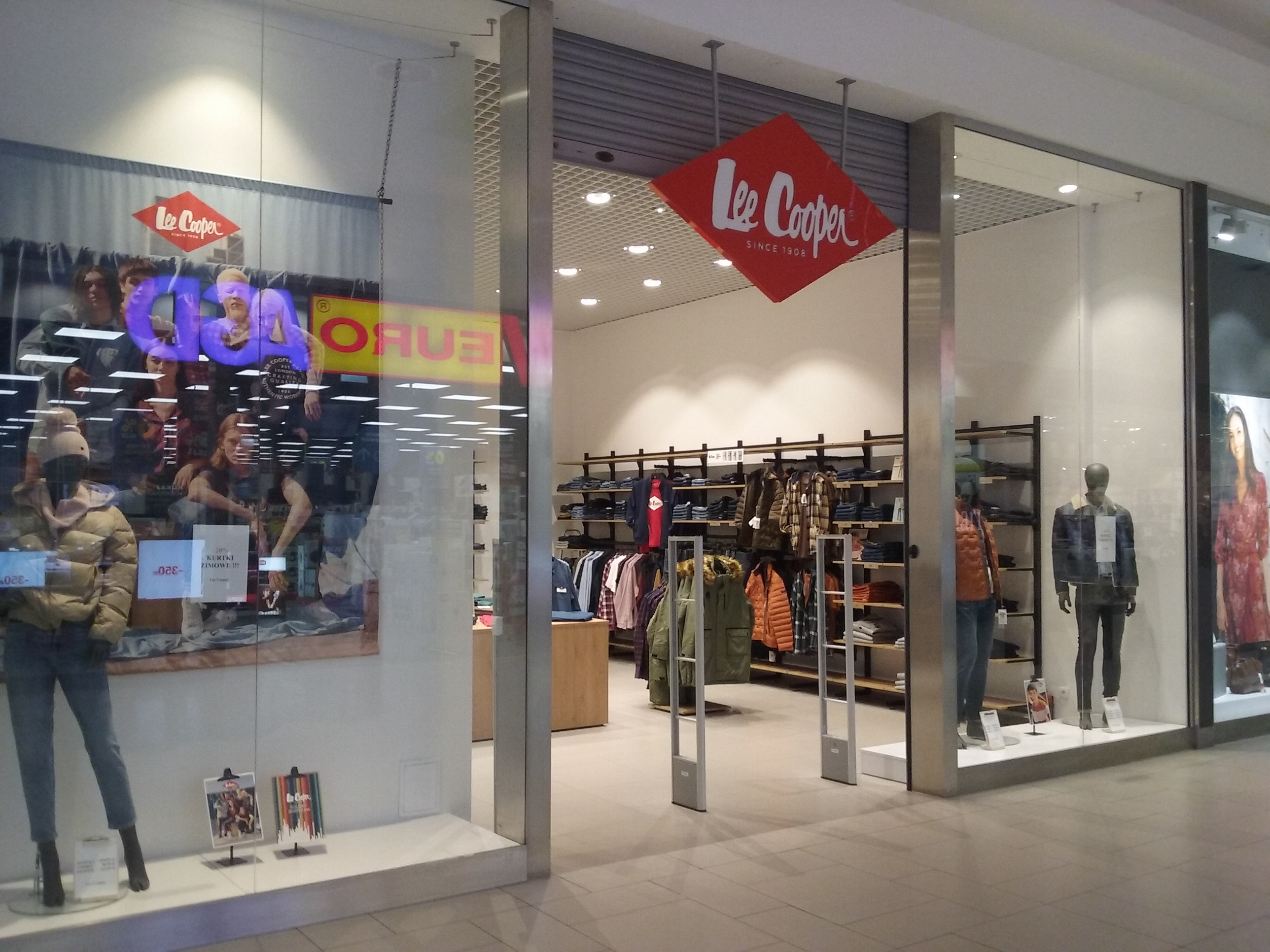
Salon Lee Cooper w Tomaszowie Mazowieckim (2022)

Jest najstarszą europejską marką odzieży jeansowej. Firma powstała w Londynie w 1908 roku. Przedsiębiorstwo założyli dwaj emigranci z Litwy, Morris Cooper i Louis Maister. Zanim osiedlili się na Wyspach Brytyjskich, pracowali w Republice Południowej Afryki, obserwując dynamiczny rozwój tamtejszego przemysłu i rosnące zapotrzebowanie na wytrzymałą odzież. W Londynie początkowo produkowali ubrania robocze, które eksportowali do RPA. Jednak działalność firmy nabrała największego impetu w czasie I wojny światowej, gdy przedsiębiorstwo zyskało intratne kontrakty na masową produkcje mundurów. Zatrudnienie przy ich produkcji wzrosło wtedy do 600 osób. Po wojnie przedsiębiorstwo rozpoczęło szycie kurtek i spodni jeansowych do codziennego użytku. Po wojnie Louis Maister opuścił firmę, zmieniła ona wtedy nazwę na Morris Cooper. Po wybuchu II wojny światowej firma miała dwa oddziały, pierwszy szyjący cywilną odzież roboczą, drugi realizujący zamówienia dla wojska. Morris Cooper był wówczas jednym z największych dostawców odzieży dla brytyjskiej armii. Po śmiertelnym wypadku samochodowym Morrisa Coopera, w 1946 roku zarządzanie przedsiębiorstwem przejął najmłodszy jego syn Harold, wcześniej lotnik RAF-u. Obecna nazwa firmy pochodzi od zamerykanizowanej formy drugiego imienia żony Harolda – Daphne Leigh Cooper. Jest ona również patronką fundacji dla osób niepełnosprawnych, którą Harold powołał po tym, gdy jego żona po podróży do Indii zachorowała na zapalenie mózgu i uległa paraliżowi. W 1958 roku firmę zaczęto notować na londyńskiej giełdzie. W 1989 roku Harold Cooper sprzedał swoje większościowe udziały w Lee Cooper. Przedsiębiorstwo należy dziś do amerykańskiej Iconix Brand Group, która jest również właścicielem sportowej marki Umbro. W 2022 roku Lee Cooper miał 4600 sklepów w 100 krajach.